# Holzerntekosten
Die Holzerntekosten berechnen sich aus den Kosten für das Fällen und Aufarbeiten von Bäumen, sowie der Bringung an einen befahrbaren Weg. Auch die sogenannten Holzerntenebenkosten (z. B. die Aufnahme der Hiebsbedingungen und die Vermessung) gehören dazu. Entrindungskosten werden nicht berücksichtigt, da das Holz klassischer Weise „unentrindet und gerückt“ verkauft wird.
Die Holzerntekosten werden in der Regel in Euro/Festmeter umgerechnet und für die Kalkulation von Erträgen bei Holzerntemaßnahmen benötigt. Die Preise können je nach Gelände, Baumart und mittlerem Stammdurchmesser stark variieren. 
Kostenbeispiele nach den Waldbewertungsrichtlinien (Extrembeispiele):
- Kiefer, einfache Erntekostenstufe, Brusthöhendurchmesser 60 cm: 10,68 EUR/Fm
- Eiche, schwere Erntekostenstufe, Brusthöhendurchmesser 16 cm:  54,42 EUR/Fm